# 블라디미르 요르다노프

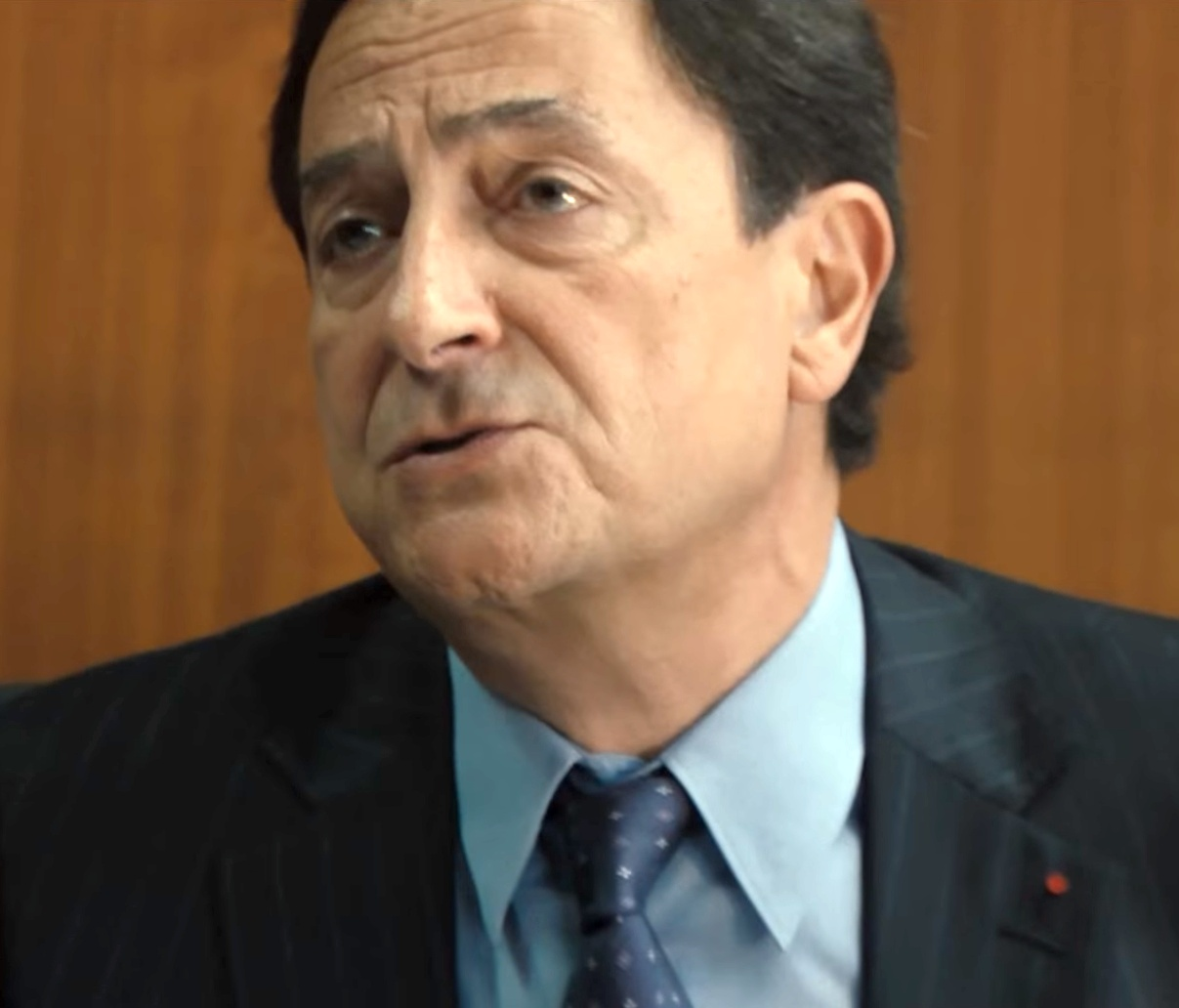

블라디미르 요르다노프(프랑스어: Wladimir Yordanoff, 불가리아어: Владимир Йорданов, 1954년 3월 28일 ~ 2020년 10월 6일)는 불가리아 출신 프랑스의 극작자, 영화 배우이다.

## 생애
1954년 모나코에서 태어났고, 1974년 데뷔하였다. 2020년 10월 6일 프랑스 노르망디에서 숙환으로 사망하였다.

## 작품 목록

### 연극
- 1974년 트로일러스와 크리세이드(데뷔작)
- 1982년 한여름 밤의 꿈
- 2006년 ~ 2009년 코리올레이너스
- 2016년 누가 버지니아 울프를 두려워하랴

### 영화
- 1983년 당통
- 2000년 타인의 취향
- 2003년 나탈리
- 2006년 결혼하고도 싱글로 남는 법
- 2015년 부메랑